# تل حسن داوود
تل حسن داوود هو تل وموقع أثري بمركز التل الكبير محافظة الإسماعيلية، مصر.

## الموقع
يقع جنوب قرية البعالوة الكبرى بعزبة الدوايدة على بعد حوالي 4 كم من طريق الإسماعيلية-الزقازيق، وتقع على طول وادي الطميلات.

## الآثار
يعتبر أقدم المواقع الأثرية في منطقة الإسماعيلية إذ يرجع تاريخه إلى عصور ما قبل التاريخ وبداية الأسرات، وهو عبارة عن مقابر ذات دفنات.
وتم الكشف عن هذه المقابر ابتداء من عام 1989 حتى عام 1992 وتم الكشف على 620 مقبرة ترجع إلى عصر بداية الأسرات.